# الصحة في باكستان

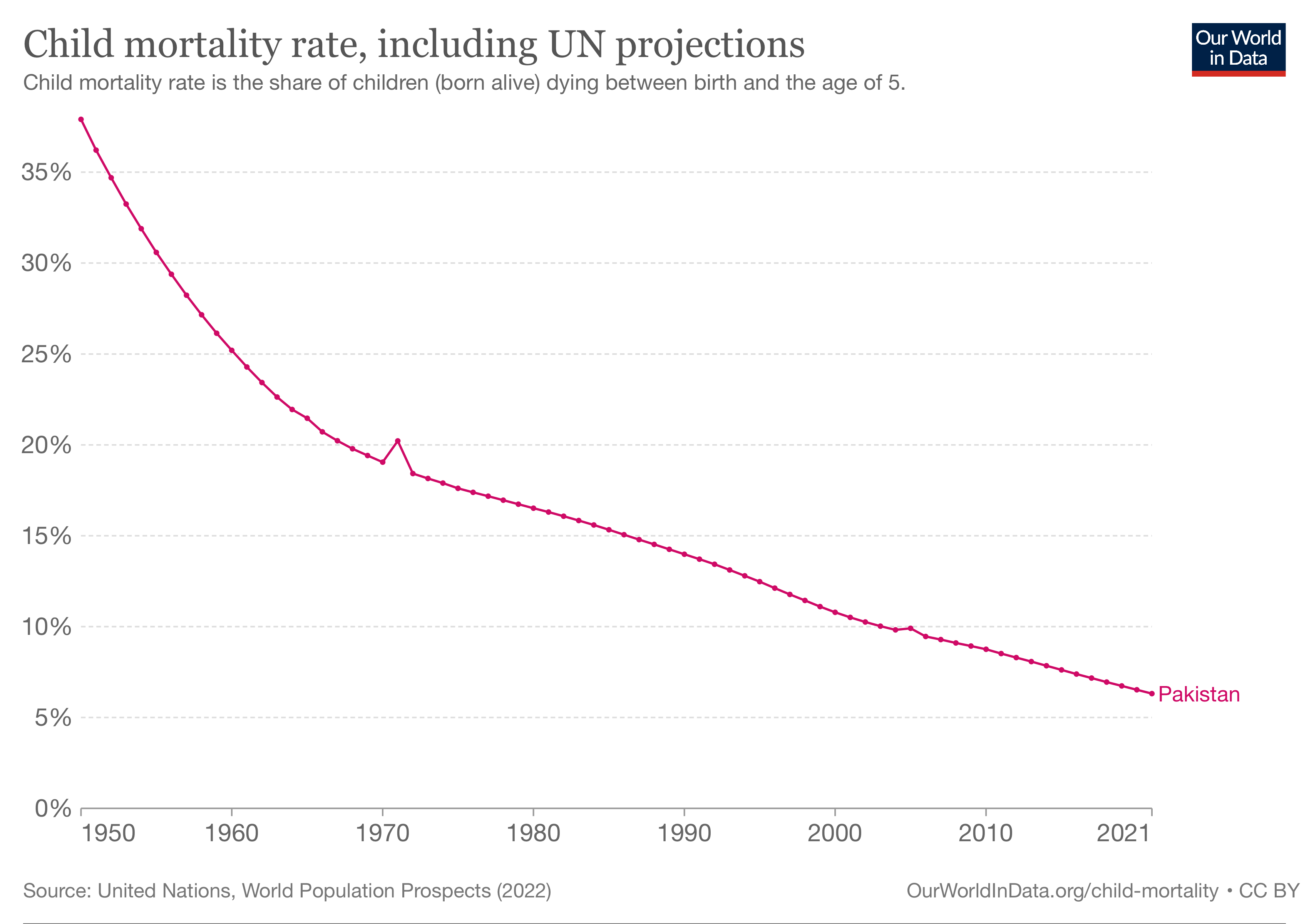
رسم بياني بمعدل وفيات الأطفال في باكستان من عام 1950 إلى عام 2021

تكافح باكستان لكونها دولة نامية على أصعدة مختلفة ما أثر سلبًا على نظامها الصحي. لذا، شغلت باكستان المرتبة 122 من أصل 190 دولة في تقرير الأداء لمنظمة الصحة العالمية. تحتل باكستان المرتبة 154 من أصل 195 دولة في الوصول إلى الرعاية الصحية وجودتها، وذلك تبعًا لدراسة أجرتها مجلة لانسيت. ووفقًا للدراسة، شهدت باكستان تحسنًا في الوصول إلى الرعاية الصحية وجودتها منذ عام 1990، وارتفع مؤشر استبيان تقييم الصحة من 26.8 في عام 1990 إلى 37.6 في عام 2016. يبلغ دخل الفرد في باكستان (تَعادُل القوة الشرائية بالدولار الدولي، 2013) 4920 ويبلغ إجمالي الإنفاق على الصحة للفرد (بالدولار الدولي، 2014) 129، أي نحو 2.6% فقط من الناتج المحلي الإجمالي (2014). يبلغ مؤشر عدم المساواة بين الجنسين في باكستان 0.536 وتُصنف الدولة في المرتبة 147 من أصل 188 دولة (2004). معدل معرفة البالغين بالقراءة والكتابة في باكستان 55% (2014) ونسبة الالتحاق بالمدارس الابتدائية 73%. العمر المتوقع عند الولادة 68 عامًا (65.8 للذكر، 67.9 للأنثى)، يبلغ عدد سكان باكستان نحو 185 مليون نسمة، يعيش أكثر من 70 مليون شخص منهم تحت خط الفقر. نسبة السكان الذين يحصلون على مياه الشرب المحسَنة والصرف الصحي 91% (2015) و64% (2015) على التوالي. 

## البنية التحتية الصحية
مع تنامي الوعي حول الخدمات الصحية، شُكلت وزارة الخدمات الصحية الوطنية والتنظيمات والتنسيق في عام 2011. الهدف الرئيسي لها توفير نظام صحي يتيح خدمات صحية فعالة وعادلة ويمكن الوصول إليها بتكلفة مقبولة. بالإضافة إلى التنسيق الوطني والدولي في مجال الصحة العامة والتنسيق بشأن الرعاية الاجتماعية. وتطبيق قوانين ولوائح تتعلق بالأدوية والعقاقير. يضم نظام تقديم الرعاية الصحية منشآت حكومية وغير حكومية؛ ربحية وغير ربحية. يتميز قطاع الصحة في البلاد بالتفاوتات بين المناطق الحضرية والريفية في تقديم الرعاية الصحية وعدم التوازن في توزّع القوى العاملة الصحية، ونقص مديري الصحة والممرضات والمسعفين والقابلات المُدرَبات في المناطق النائية. 

### الرعاية الصحية الأولية
تتكون من الوحدات الصحية الأساسية والمستوصفات والمراكز الصحية الريفية والمراكز الصحية الفرعية التي تضم العاملات في الصحة والقابلات.

### الرعاية الصحية الثانوية
تضم بشكل رئيسي مستشفيات المقاطعات وبعض المستشفيات الخاصة. المعالجة في مستشفيات المقاطعات التي تديرها الحكومة مجانية.

### الرعاية الصحية الثالثية
تضم المستشفيات الخاصة والحكومية، وتكون ذات تجهيز جيد ملائم لتنفيذ العمليات الجراحية الصغيرة والكبيرة. يوجد عادةً مستشفيين أو أكثر في كل مدينة. تندرج معظم المستشفيات العسكرية من الفئة «أ» في هذا الصنف. الرعاية الصحية والإقامة مجانية في المستشفيات الحكومية. تُقدم الرعاية الإسعافية على مدار 24 ساعة لأكثر من 350 مريضًا في اليوم. توجد أيضًا المستشفيات الرئيسية في كل تحصيل (تقسيم إداري).

### الخدمات الصحية الأخرى
بدأت حكومة باكستان «برنامج سيهات سهولات» (برنامج الرعاية الصحية)، وأهدافه العمل على إصلاحات الرعاية الاجتماعية، وضمان حصول الطبقة الدنيا في البلاد على الرعاية الطبية الأساسية دون مخاطر مالية. إلى جانب وجود مراكز صحة الأم والطفل بإشراف عاملات في الصحة هدفها تنظيم الأسرة والصحة الإنجابية.

## الحالة الصحية

### الأمراض المعدية
كانت الأمراض المعدية على الدوام السبب الرئيسي للوفيات في باكستان. يرجع الانتشار السريع لتلك الأمراض إلى ازدحام المدن، ومياه الشرب غير النظيفة، وعدم كفاية الصرف الصحي، وسوء الحالة الاجتماعية والاقتصادية، وتدني الوعي الصحي، وعدم وصول التلقيح للجميع.
- التهابات الجهاز التنفسي الحادة (51%): من بين ضحايا التهابات الجهاز التنفسي الحادة، يكون الأطفال الفئة الأكثر ضعفًا بسبب ضعف جهاز المناعة عندهم نتيجة سوء التغذية. في عام 1990، انطلق البرنامج الوطني لمكافحة التهابات الجهاز التنفسي الحادة بغية الحد من الوفيات المرتبطة بذات الرئة وأمراض الجهاز التنفسي الأخرى. وفي السنوات الثلاث اللاحقة، خُفض معدل الوفيات بين الأطفال تحت الخامسة في إسلام آباد إلى النصف. في عام 2006، أُبلغ عن 16056000 حالة إصابة بالتهابات الجهاز التنفسي الحادة، منها 25.6% من الأطفال دون الخامسة.[12]
- التهاب الكبد الفيروسي (7.5 %): التهاب الكبد الفيروسي وخاصةً النوعان بي وسي من الأوبئة الرئيسية في باكستان. تحتل باكستان المرتبة الثانية في العالم في انتشار التهاب الكبد سي، بعد مصر التي تتصدر القائمة. وَجد مسح في عام 2007 أن نحو 7% من الأشخاص في أكبر مقاطعة في البلاد مصابون بالتهاب الكبد الوبائي سي، ونحو 5% من الأشخاص مصابون بالعدوى في البلاد إجمالًا. ما زالت باكستان منطقة متوسطة في انتشار التهاب الكبد بى بمعدل حَمَلة يقدر بـنحو 2.5%. ما زال السبب الرئيسي الاستخدام المفرط للحقن العلاجية وإعادة استخدامها في منشآت الرعاية الصحية التابعة للقطاع الخاص.[13][14]
- السل: وفقًا للمعهد الوطني للصحة، يبلغ معدل انتشار السل حاليًا في باكستان 348 لكل 100000. وتقول التقارير إن عدد الحالات الجديدة 276 لكل 100000 نسمة، جددت وزارة الصحة البرنامج الوطني لمكافحة السل بعد إعلان السل حالة طوارئ وطنية في باكستان في عام 2001 ويتعاون البرنامج حاليًا مع المعهد الوطني للصحة في باكستان. يُقال إن باكستان ذات رابع أعلى معدل انتشار للسل المقاوم للأدوية المتعددة (MDR-TB) على مستوى العالم. من العوامل المسببة تأخر التشخيص وأنظمة الأدوية غير الخاضعة للرقابة وعدم متابعة العلاج وقلة برامج الدعم الاجتماعي أو انعدامها. [15][16]
- الملاريا (16%): مشكلة يواجهها أفراد الطبقة الدنيا في باكستان. توفر الظروف غير الصحية والكتل المائية الراكدة في المناطق الريفية وأحياء المدن الفقيرة مناطق خصبة ملائمة لتكاثر البعوض. أصبح استخدام الناموسيات وطاردات البعوض أكثر شيوعًا. نحو 177 مليون شخص معرضون لخطر الإصابة بالملاريا، مع وجود 3.5 مليون إصابة مفترضة أو مؤكدة للملاريا سنويًا. تصنف باكستان دولة متوسطة استيطان الملاريا. المتصورة النشيطة والمتصورة المنجلية هما نوعا الطفيلي الوحيدان المنتشران حتى الآن، المتصورة النشيطة هي النوع الرئيسي المسؤول عن أكثر من 80% من الحالات المؤكدة المبلغ عنها. في باكستان، وصلت حالات الإصابة بالملاريا إلى ذروتها في سبتمبر، مات 1000 مليون شخص بسبب الملاريا منذ نشوء باكستان حتى ديسمبر 2012.في عام 2006، سُجلت 4390000 حالة إصابة بالحمى.[17][18]
- الإسهال (15%): أُبلغ عن نحو 4500000 حالة في عام 2006، بلغت نسبة الأطفال دون الخامسة من تلك الحالات 14%.
- الزحار (8%) والجرب (7%).

### أمراض غير معدية
تشكل الأمراض غير المعدية كأمراض القلب والأوعية الدموية والسكري والسرطان وأمراض القلب التاجية 20.5% من عبء الأمراض و2.5% من المعوقين، وهي مسؤولة عن 58% من جميع الوفيات في البلاد. نسبة العمى في باكستان مرتفعة، تبلغ نحو 1% وفقًا لمعايير منظمة الصحة العالمية لضعف البصر؛ ويرجع ذلك بشكل رئيسي إلى الساد. يؤثر العمى بشكل كبير على الحالة المادية والتعليم ونوعية الحياة عمومًا. 

### أمراض يمكن السيطرة عليها
- الكوليرا: في عام 2006، بلغ عدد الحالات التي اشتبه بأنها كوليرا نحو 4610. أوحت فيضانات عام 2010 أن انتشار الكوليرا ربما يكون أكثر مما ظُن سابقًا. وتشير الأبحاث التي أجرتها جامعة الآغا خان إلى أن الكوليرا ربما تكون مسؤولة عن ربع حالات الإسهال عند الأطفال في بعض مناطق ريف السند.
- حمى الضنك: تفشّت حمى الضنك في باكستان في أكتوبر 2006. حدثت الكثير من الوفيات نتيجة التشخيص الخاطئ والعلاج المتأخر ونقص وعي السكان المحليين. ولكن عمومًا، اتخذت خطوات لقتل ناقلات الحمى ونجحت السيطرة على المرض لاحقًا، والحد من الوفيات.
- الحصبة: في عام 2008، اُبلغ عن 441 إصابة بالحصبة في باكستان.
- التهاب السحايا بالمكورات السحائية: في عام 2006، بلغ عدد حالات الاشتباه بالتهاب السحايا بالمكورات السحائية نحو 724.